# Ковпак (головний убір)

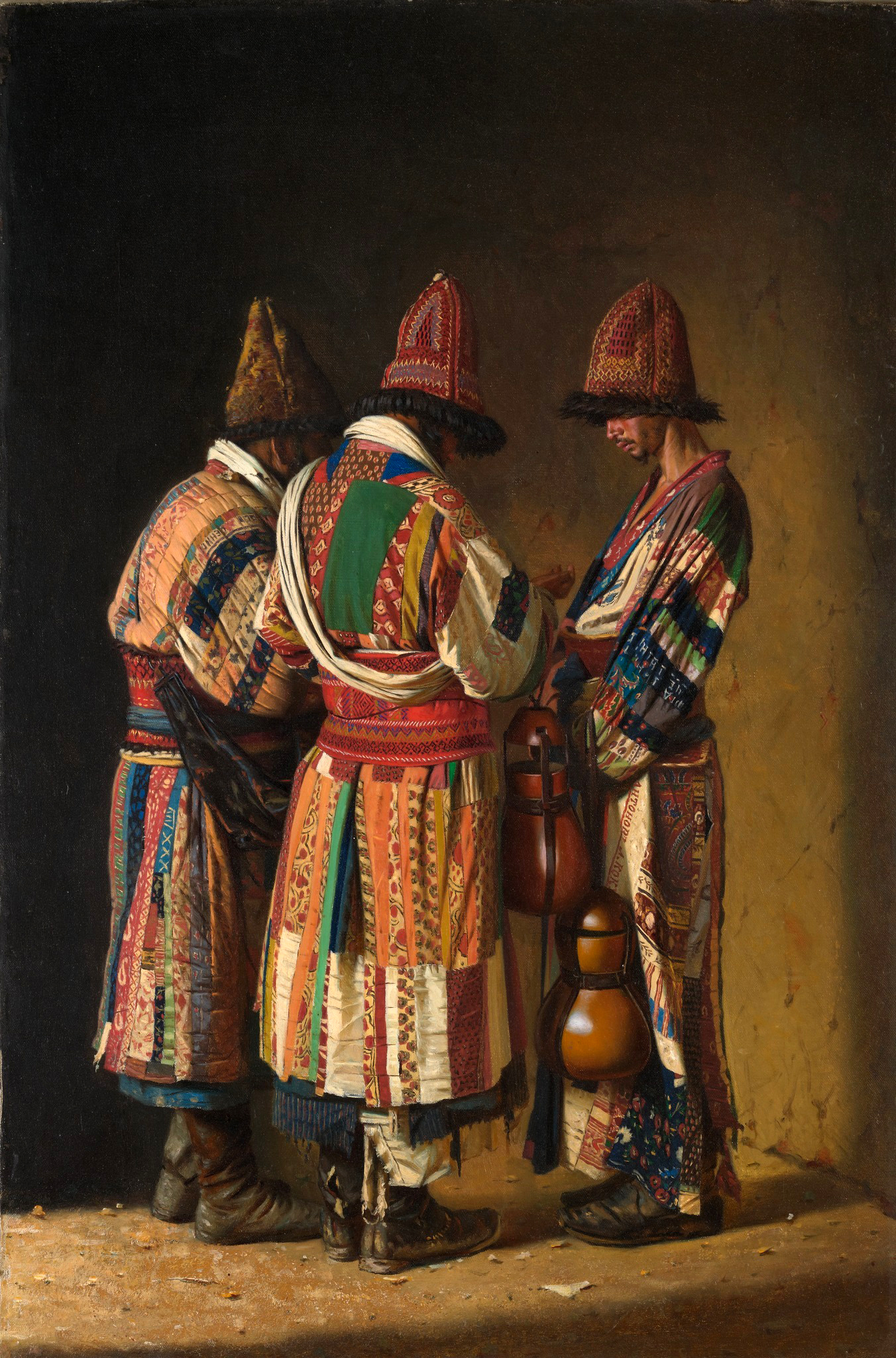
Дервіші в ковпаках. Картина Василя Верещагіна «Дервіші».

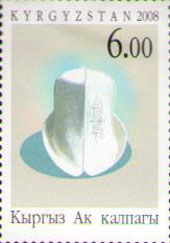
Киргизький білий ковпак

Ковпа́к (від тюрк. kalpak — «висока шапка») — головний убір конусоподібної або округлої форми.
Є різні види цього головного убору:
- Блазнівський ковпак (раніше надягалися блазнями, іноді з бубонцями).
- Кухарський ковпак.
- Нічний ковпак (чоловічий головний убір для сну).